# (14420) Massey
(14420) Massey (1991 SM) – planetoida z pasa głównego asteroid okrążająca Słońce w ciągu 5,23 lat w średniej odległości 3,01 j.a. Odkryta 30 września 1991 roku.